# Кратовска калиграфско-художествена школа
Кратовската калиграфско-художествена школа е средищен център на българската книжовност в епохата на Османското владичество в югозападния дял на българското етническо землище. Тя е съсредоточена в района на град Кратово и околните манастири „Свети Прохор Пчински“, Лесновски манастир и Осоговски манастир. Културно-народностната традиция в Кратово и региона са засвидетелствани още през XV век, когато са направени редица богослужебни книги главно от Димитър Кратовски, а сетне от Йоан Кратовски и Велко Попович. През XIX век за време на Българското възраждане в Кратово твори и Йоаким Кърчовски.
Школата продължава да съществува до XIX век, като привнася в книжовността особеностите на североизточните македонски диалекти. Дял от произведенията на школата са: Вранешнички апостол, Лесновски паренесис, Хлудов триод, Радомирово евангелие, Карпинско евангелие и други.